# Brunswick (Victoria)
Brunswick ist ein Stadtteil von Melbourne, Australien. Der Stadtteil gehört zum Verwaltungsgebiet (LGA) City of Merri-bek.
Brunswick, eigentlich der englische Name für die Stadt Braunschweig, hat seinen Namen von Caroline von Braunschweig-Wolfenbüttel, der Gattin des englischen Königs Georg IV.

## Geographie

### Geographische Lage
Der Stadtteil Brunswick liegt etwa vier Kilometer nördlich des „Central Business Districts“, dem Stadtzentrum von Melbourne. Begrenzt wird der Stadtteil im Osten durch die Lygon Street und die Holmes Street, im Westen durch die Grantham, Pearson und Shamrock Street.
Brunswick befindet sich auf einer relativ flachen Ebene und die Straßen sind gittermäßig angelegt. Die Hauptdurchfahrtsstraße in Nord-Süd-Richtung ist die „Sydney Road“ (Teil des Hume Highway). Auch die meisten Geschäftszentren befinden sich an der „Sydney Road“.

### Umgebende Stadtteile
| Pascoe         | Coburg       | Coburg         |
| Brunswick West |              | Brunswick East |
| Parkville      | Princes Hill | Fitzroy North  |

## Geschichte
Brunswick liegt in einer Gegend, die von den Aborigines als „Iramoo“ bezeichnet wurde. Bewohnt wurde die Gegend vom Stamm der Wurundjeri, bevor 1830 die Besiedlung durch Weiße begann. Mehrere Spekulanten kauften das Land im Rahmen einer Auktion in Sydney in der Hoffnung, es gewinnbringend weiterverkaufen zu können. Da das Gelände aber sehr sumpfig war, verlief der Weiterverkauf sehr schleppend; 1852 war immer noch viel Land nicht verkauft worden und 1859 verließ einer der Spekulanten, James Simpson, das Gebiet wieder. 1841 kaufte Thomas Wilkinson Land in dem Gebiet. Da er ein Unterstützer von Caroline von Braunschweig-Wolfenbüttel war, nannte er das Gebiet Brunswick.

### Goldrausch
Um 1850 kamen Goldsucher im Rahmen des victorianischen Goldrauschs in die Gegend, insbesondere aus den bevölkerungsreichen Orten Fitzroy und Collingwood. Brunswick bot den Goldsuchern Gelegenheit, ihre Vorräte aufzustocken und Handel zu treiben, bevor diese zu den Goldfeldern beim heutigen Essendon aufbrachen. 1852 entstand mit der The Brunswick Record die erste Zeitung der Gegend (seit 1858: The Brunswick & Pentridge Press). Bis 1857 wuchs die Bevölkerungszahl bis auf 5.000 an. Im selben Jahr entstand die erste Gemeindeversammlung und 1859 das erste Amtsgericht. Das heutige viktorianische Rathaus wurde 1876 nahe dem Zentrum von Brunswick an der Kreuzung von Dawson Street und Sydney Road gebaut.
Seit den 1860ern entstanden um den Ort Steinbrüche und Ziegelbrennereien, welches schnell die wichtigste Industrie der Gegend wurde. 1884 wurde die Brunswick Eisenbahn Line eröffnet, die Melbourne mit Brunswick und Coburg verband. Vor dem Ersten Weltkrieg galt Brunswick als das Ziegelzentrum von Victoria. Heute sind in der Stadt noch Reste zu finden, auch wenn die meisten Ziegelgebäude durch modernere Bauten ersetzt wurden.

### Moderne
1908 wurde Brunswick der Stadtstatus verliehen. Bis 1910 wuchs die Bevölkerungszahl auf 30.000 an. In den 1920er Jahren wurde die Textilindustrie ein wichtiger Industriezweig der Stadt. Nach dem Zweiten Weltkrieg wurde Brunswick zur Heimat vieler Emigranten aus Südeuropa. In jüngerer Zeit siedelten viele Menschen aus der Türkei und anderen islamischen Ländern in Brunswick an. Im Laufe der Umstrukturierungsprozesse (Gentrifizierung) der 1990er schlossen immer mehr Ziegeleien und Textilwerke. Stattdessen wurden die Renovierung und der Neubau von Wohnsiedlungen gefördert.
2004 wurden Brunswick und das benachbarte Carlton durch gewalttätige Auseinandersetzungen krimineller Banden bekannt. Die Medien sprachen von einem „Krieg der Unterwelt“. In den Jahren 1998 bis 2010 kamen dabei 36 Personen ums Leben.

## Söhne und Töchter der Stadt
- Georgina Sweet (1875–1946), Zoologin und Parasitologin
- Mae Dahlberg (1888–1969), Varieté-Tänzerin und Schauspielerin
- Eric Smith (1919–2017), Maler
- Leonard French (1928–2017), Designer und Künstler
- Lindsay Cocks (1934–1955), Bahnradsportler
- Shane Mackinlay (* 1965), römisch-katholischer Bischof von Sandhurst